# Campionato di calcio del Suriname 1991
Nel 1991 si disputò il 58º Campionato di calcio del Suriname.

## Hoofdklasse
La Hoofdklasse conta 10 squadre, che si affrontano in un girone di andata e ritorno per un totale di 18 partite.

### Classifica finale
| Pos | Squadra     | G  | V  | N  | P | GF | GS | Punti |
| --- | ----------- | -- | -- | -- | - | -- | -- | ----- |
| 1.  | Transvaal   | 18 | 10 | 6  | 2 | 32 | 16 | 26    |
| 2.  | Robinhood   | 18 | 9  | 7  | 2 | 31 | 17 | 25    |
| 3.  | Leo Victor  | 18 | 8  | 7  | 3 | 25 | 15 | 23    |
| 4.  | SNL         | 18 | 7  | 5  | 6 | 22 | 23 | 19    |
| 5.  | De Rest     | 18 | 6  | 7  | 5 | 18 | 19 | 19    |
| 6.  | Corona Boys | 18 | 5  | 5  | 8 | 22 | 27 | 15    |
| 7.  | Remo        | 18 | 3  | 9  | 6 | 15 | 23 | 15    |
| 8.  | Tuna        | 18 | 2  | 10 | 6 | 13 | 21 | 14    |
| 9.  | Voorwaarts  | 18 | 4  | 5  | 9 | 15 | 22 | 13    |
| 10. | PVV         | 18 | 0  | 11 | 7 | 14 | 24 | 11    |

### Verdetti
- Transvaal Campione del Suriname 1991.
- Voorwaarts e PVV retrocesse in Eersteklasse.
- Boxel e Santos promosse in Hoofdklasse.

## Curiosità
- Remo e Corona Boys, promosse al termine della stagione 1990, furono le prime squadre non di Paramaribo o del distretto della capitale a raggiungere la Hoofdklasse.